# Ñuflo de Chávez

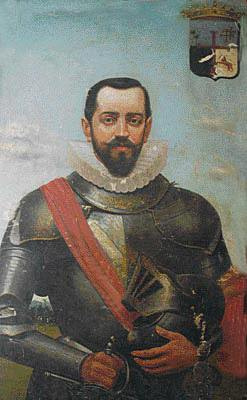
Ñuflo de Chávez

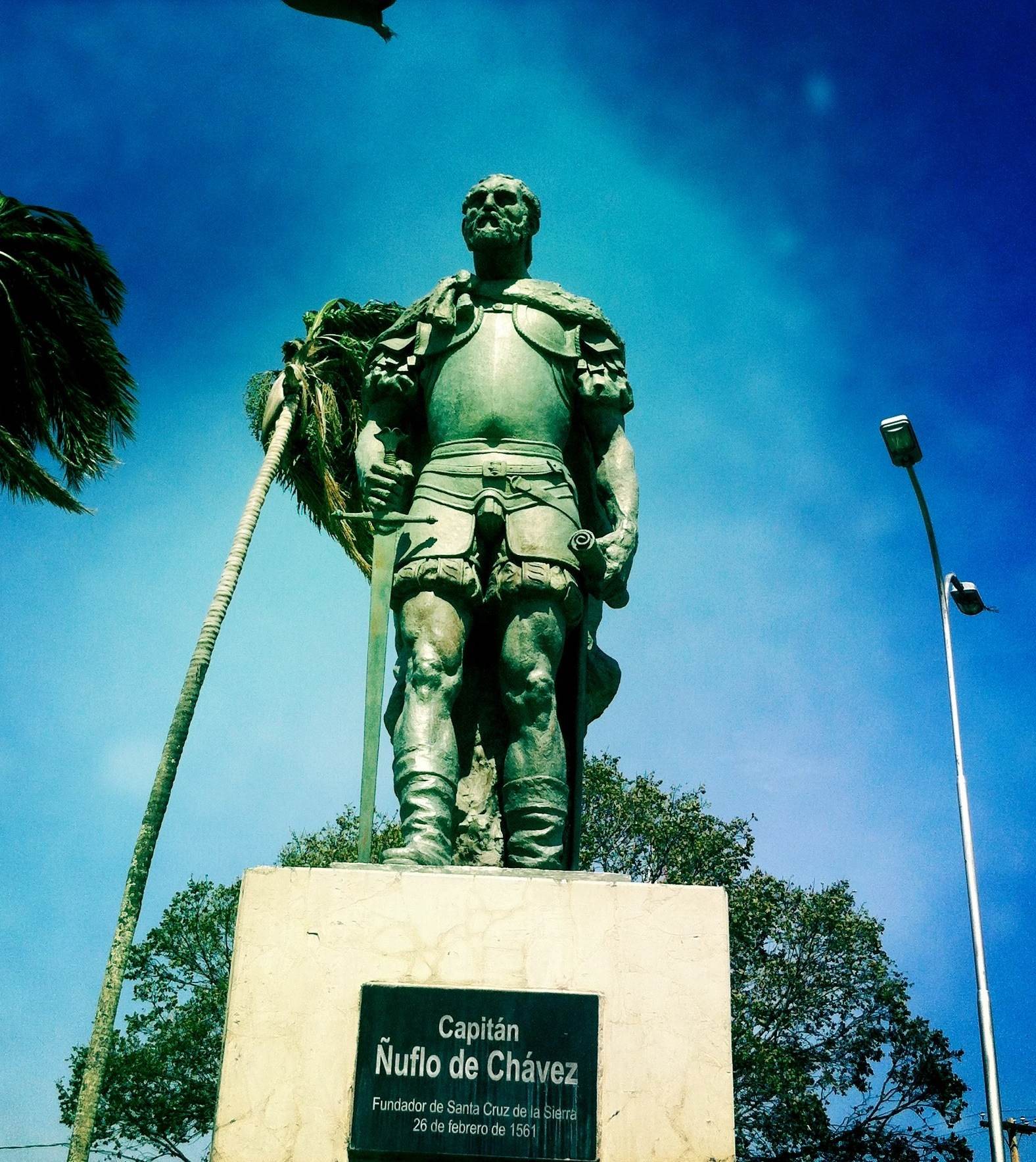
Statue in Santa Cruz, Bolivien

Ñuflo de Chávez, auch: Ñuflo de Chaves (* 1518 Santa Cruz de la Sierra bei Trujillo, Extremadura, Spanien; † 3. Oktober 1568 in Mitimi im heutigen Bolivien), war ein spanischer Conquistador. Seine Eltern waren Alvaro de Escobar y Tapia und Maria de Sotomayor Garcia de Chavez y Mejia. Er, wie auch seine Geschwister, erhielten eine sorgfältige und gute Erziehung.
Er ist vor allem bekannt als Gründer der bolivianischen Stadt Santa Cruz de la Sierra und in diesem Land bis heute angesehen und verehrt.
Schon als junger Mann ging er als Offizier und Konquistador mit der Expedition von Álvar Núñez Cabeza de Vaca nach Südamerika. Nach der Landung auf der Insel Santa Catalina am 29. März 1541 begleitete er Cabeza de Vaca auf dem Landweg zum Río Paraguay um von dort am 11. März 1542 Asunción zu erreichen.
1544 spielte er eine entscheidende Rolle in der Absetzung von Cabeza de Vaca und der Einsetzung von Domingo Martínez de Irala als Gouverneur in Asunción (heute die Hauptstadt des Staates Paraguay).
Im Jahr 1546 beauftragte Domingo Martínez de Irala Ñuflo de Chávez in der Region von San Fernando am Río Paraguay den sagenhaften Silberberg (Sierra de la Plata) zu finden. Außerdem erkundete er den Río Pilcomayo bis an den Fuß der Anden sowie den Chaco Boreal.
Im September 1548 reiste er im Auftrag von Domingo Martínez de Irala mit 4 Spaniern und 100 Indigenen nach Lima, Peru. Der Grund der Reise war, Pedro de la Gasca, der als Präsident der Audiencia von Lima das Vizekönigreich Peru leitete, über die schlechten wirtschaftlichen Verhältnisse in Paraguay zu informieren. Außerdem erhofften Ñuflo de Chávez und Irala dessen Unterstützung für die formale Einsetzung Iralas als Gouverneur von Asunción durch die Krone, die aber nicht gewährt wurde.
1550 verheiratete er sich mit Elvira de Mendoza, der Tochter von Francisco de Mendoza, dem Stellvertreter des Gouverneurs von Asunción. Sie hatten mindestens fünf Kinder.
1557 erreichte er als Eroberer das Gebiet des Río Guapore, wo es zu Kämpfen zwischen Spaniern und Indigenen kam. Nach deren Rückzug gründete Ñuflo de Chávez mit 158 Soldaten am 1. August 1559 die Siedlung Nueva Asunción oder La Barranca am Río Guapay. Er hoffte in diesen Gebieten Gold und Silbervorkommen zu finden.
Am 26. Februar 1561 gründete er mit einem Siedlerzug aus Asunción die Stadt Santa Cruz de la Sierra, die er nach seinem spanischen Heimatdorf benannte und in der er sich mit seiner Familie niederließ. Ñuflo de Chávez führte als erster Europäer Schafe und Ziegen in die Region ein. Ñuflo de Chávez starb in Mitimi nahe von Santa Cruz de la Sierra bei einer Auseinandersetzung mit indianischen Ureinwohnern vom Stamm der Itautine.
Aufgrund der andauernden Konflikte mit den Ureinwohnern wurde der erste Standort aufgegeben und die Stadt um ca. 220 km nach Westen verlegt. In der Nähe der ursprünglichen Siedlungsstelle befindet sich heute die im 18. Jahrhundert gegründete Jesuitenmission San José de Chiquitos.
Die Provinz Ñuflo de Chávez im bolivianischen Departamento Santa Cruz trägt ihren Namen zu Ehren des Stadtgründers.